# Max Caulfield
Maxine Caulfield (Arcadia Bay, Oregon, 1995. szeptember 21.) fényképész diák, a Square Enix által kiadott Life Is Strange videójáték-sorozat egyik szereplője. A Life Is Strange (2015) és annak folytatása, a Life Is Strange: Double Exposure (2024), főszereplője. Megszemélyesítője Hannah Telle amerikai színésznő.

## Élete
Max Caulfield az oregoni Arcadia Bayben nőtt fel, mielőtt családja 2008-ban Seattle-be költözött. Gyerekkorában nagyon jó barátja volt Chloe Price, akinek apja mindössze napokkal az előtt halt meg egy autóbalesetben, hogy Max elhagyta a kisvárost. Ennek ellenére az öt évben, amelyet Max Washingtonban töltött, egyáltalán nem beszéltek. Max 2013-ban tért vissza szülővárosába, hogy a Blackwell Academy művészeti iskola, és kiemelten Mark Jefferson fényképész-professzor, diákja legyen. Az első játék során Chloe-val kinyomozzák Rachel Amber eltűnését. Második megjelenésekor már a vermonti Lakeportban a Caledon Egyetem rezidens művésze, ahol meggyilkolják legjobb barátját, akinek halálát próbálja kinyomzni.

## A karakter
A 2015-ös első videójátékban Max Caulfield képes visszafordítani az idő múlását, amely az első Life Is Strange fő játékmechanikája. A karaktereket eleinte megszokott archetípusokkal hozták létre, majd később tudatosan eltértek ezektől. A természetfölötti képesség a karakter belső problémáinak metaforája volt.
Max régi stílusú kamerája a nosztalgia és a múltért való vágyakozás szimbóluma, míg az, hogy nem szeret döntéseket hozni, bemutatja, hogy mekkora hatással van minden választása a jövőre.

### Név
Max vezetéknevét Holden Caulfieldről, a Zabhegyező főszereplőjéről kapta, amelyet J. D. Salinger írt.

### Kivitelezése
Max a Dontnod Entertainment második női főszereplője volt. A legtöbb kiadó nem volt hajlandó elfogadni a játékot a fejlesztőktől, mert a főszereplő nem férfi volt. A kiadóknak nem tetszett a Dontnod első projektje, a Remember Me, amely szintén egy női karakterre fókuszált. A Square Enix volt az egyetlen, amely hitt a Life Is Strange eredeti formájában.

## Fogadtatás

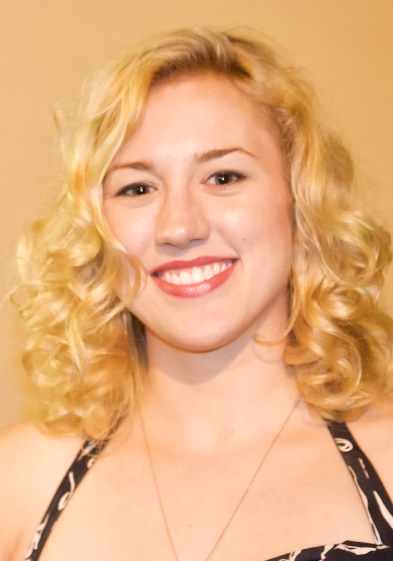
Hannah Telle, Max szinkronszínésze, 2011-ben

A Life Is Strange-et gyakran méltatták karakterfejlődése miatt. Max Caulfield létrehozásáért a Dontnod több djíat is kapott, 2018-ban Seamus Mullins Maxet minden idők egyik legkomplexebb videójáték-főszereplőjének nevezte. A PC Gamer a videójátékok története egyik legikonikusabb karakterének hívta, illetve több másik szakértő is méltatta. A Game Informer 2015 egyik legjobb női szereplőjeként rangsorolta: „egy ritkaság, és nem csak azért, mert egy női főszereplő.”
Chloe Price mellett a Polygon a 2010-es évek egyik legjobb karakterének nevezte Maxet, bár a történetben Chloe szerepe általában fontosabbként van feltüntetve.
Egyes kritikusok szerint Max karaktere és fejlődése nagyon alapvető volt és nem hiteles, részben azért, mert egy női karakter volt, akit férfi fejlesztők hoztak létre. Jean-Maxine Moris, a Life Is Strange egyik kreatív igazgatója ezzel nem értett egyet, kijelentette, hogy a szereplők létrehozása előtt nagyon sok kutatást végeztek, amelyben a Square Enix is nagy szerepet játszott.
Hannah Telle-t méltatták Max szerepében a Double Exposure játékban, a 2024-es Game Awards és a 14. New York Game Awards díjátadón is jelölték a Legjobb teljesítmény elismerésre.